# أميني (قائد الجيش)
كان أميني مسؤولًا مصريًا قديماً عاصر الأسرة الثانية عشرة، الذي على الأرجح قد تقلد هذا المنصب تحت حكم الملك أمنمحات الثاني. أميني كان مشرفًا كبيرًا على القوات العسكرية و تم التعرف عليه بشكل أساسي من خلال سلسلة من اللوحات (موجودة في متحف اللوفر بباريس تحت رقم C35، و المتحف المصري بالقاهرة تحت رقم CG 20546، و المتحف البريطاني بلندن تحت رقم 162)  التي تمت إقامتها أصلاً في أبيدوس بعرض تزيين الهياكل الملحقة بالمقابر هناك. و كان يحمل على هذه اللوحات أهم الألقاب المتعلقة بالشخصيات النخبوية، والشخصيات الرائدة، وحملة الأختام الملكية، و الأصدقاء المقربون. و تحمل بصفته المشرف الأكبر على القوات العسكرية المسئولية القيادية في التنظيم الملكي للقوى العاملة التي تُستخدم في المشاريع العسكرية، وأيضًا في المشاريع الإنشائية. و كان اميني ابن شخص يُدعى قبو. و ذُكرت كل زوجة من زوجاته على لوحة مختلفة. و كانت أسمائهن إيت، ورن-ف-عنخ، ومدحو. و عُثر على قبره في منطقة اللشت، إلا أنه لم يُحفر بالكامل حتى الآن. كما لم تُؤرخ لوحات أميني بأي اسم من أسماء الملوك. و لكن بتحليل الأمر على أرضية الأسلوب الفني يبدوا إنهم يعودون على الأرجح إلى عهد الملك سنوسرت الأول وأمنمحات الثاني. كما أن بعض عبارات السير الذاتية الموجودة على اللوحات تشير بشكل أكثر دقة إلى تاريخ يعود لحكم الملك أمن-م-حات الثاني.